# Leonora Jakupi
Leonora Jakupi (ur. 3 marca 1978 w Skënderaju) – albańska piosenkarka i autorka tekstów z Kosowa.

## Życiorys
Karierę wokalną rozpoczęła w wieku 15 lat występując na festiwalu "Zëri i Drenicës" (Głos Drenicy). Zaśpiewała wówczas piosenkę "Dallëndyshe bukuroshe". Wkrótce potem zaprezentowała się na Festiwalu Albańskiego Radia i Telewizji w Tiranie.
Jej utwór "A vritet pafajësia" (Czy można zabić niewinność ?) nagrany po raz pierwszy w 1998 stał się jedną z najczęściej śpiewanych pieśni patriotycznych współczesnego Kosowa. Jakupi zadedykowała go własnemu ojcu, który należał do UÇK i zginął w trakcie wojny. W 1999 zginęła także młodsza siostra Leonory. Po 1999 Leonora przeniosła się ze Skenderaj do Prisztiny, gdzie mieszka obecnie wraz z matką i rodzeństwem. 
W 2002 Leonora została pobita w Prisztinie przez inną znaną piosenkarkę Adelinę Ismaili. Leonora zgłosiła sprawę na policję, ale prokuratura umorzyła sprawę. Przypuszczalnym powodem konfliktu mógł być uraz osobisty, ale także odmienne poglądy polityczne obu piosenkarek - Leonora jest uważana za sympatyczkę PDK (Partia Demokratike e Kosovës), w przeciwieństwie do Adeliną Ismaili, kojarzonej z LDK (Lidhja Demokratike e Kosovës). Do pojednania i publicznych przeprosin piosenkarek doszło w lutym 2007, w jednym z programów telewizyjnych.
Obecnie Leonora Jakupi jest jedną z najbardziej znanych piosenkarek Kosowa. Wykonuje muzykę pop, inspirowaną motywami tureckimi. Współpracuje też z ministerstwem kultury Kosowa w kwestii obrony praw autorskich i zwalczania piractwa.

## Dyskografia

### Albumy
- 1997: Leonora Jakupi
- 2003: Krejt Ndryshe
- 2005: Leonora
- 2006: Zemra Prap të kërkon
- 2014: Çift ty dua të kem